# Луцій Елій Ламія Плавцій Еліан
Луцій Елій Ламія Плавцій Еліан (лат. Lucius Aelius Plautius Lamia Aelianus; 45 — 81) — державний діяч часів Римської імперії, консул-суффект 80 року.

## Життєпис
Походив з роду нобілів Плавціїв. Син Тиберія Плавція Сільвана Еліана, консула-суффекта 45 року. Народився в рік консульства його батька. У 69 році одружився з Доміцією Лонгіною, донькою Гнея Доміція Корбулона, але у 70 році розлучився з дружиною, яка стала коханкою Доміціана, брата та спадкоємця імператора Тита.
У 80 році призначений консулом-суффектом, разом з Авлом Дідієм Галлом Фабрицієм Вейєнтоном. Каденція тривала до червня. Невдовзі після сходження у 81 році на трон Доміціана, за наказом останнього Плавція Еліана було страчено.

## Родина
1. Дружина — Доміція Лонгіна
діти:
- Плавція (70-д/н), дружина Луція Фунданія

2. Дружина — Фабія Барбара, донька Квінта Фабія Барбара Антонія Макра
Діти:
- Ігнота Плавція Сільвана[en] (не пізніше 82[1] — не раніше 125[2]). Чоловіки: 1-й — Луцій Цейоній Коммод; 2-й — Гай Авідій Нігрін; 3-й — Секст Веттулен Цивіка Церіал.